# Вульканайфель (район)
Вульканайфель (нім. Vulkaneifel) — район у Німеччині, у складі федеральної землі Рейнланд-Пфальц. Адміністративний центр — місто Даун. Найменш густонаселений район федеральної землі та один з найменш густонаселених регіонів країни.

## Населення
Населення району становить 60 491 осіб (станом на 31 грудня 2020).

## Адміністративний поділ
Район складається з 109 міст і громад (нім. Gemeinden), об'єднаних в 5 об'єднань громад (нім. Verbandsgemeinden).
Дані про населення наведені станом на 31 грудня 2020. Зірочками (*) позначені центри об'єднань громад.
| - 1. Даун 1. Беттельдорф (253) 2. Блекгаузен (290) 3. Брокшайд (189) 4. Даршайд (879) 5. Даун (місто) * (8001) 6. Демерат (299) 7. Дойдесфельд (398) 8. Доквайлер (660) 9. Драйс-Брюк (792) 10. Ельшайд (274) 11. Гефель (87) 12. Гілленфельд (1414) 13. Гінтервайлер (195) 14. Гершайд (120) 15. Іммерат (217) 16. Кірхвайлер (373) 17. Краденбах (150) 18. Мерен (1413) 19. Майсбург (234) 20. Мюккельн (233) 21. Нердлен (248) 22. Нідерштадтфельд (446) 23. Оберштадтфельд (567) 24. Зармерсбах (178) 25. Закслер (64) 26. Шалькенмерен (596) 27. Шенбах (259) 28. Шуц (144) 29. Штайнеберг (208) 30. Штайнінген (198) 31. Штрон (493) 32. Штроцбюш (429) 33. Юдерсдорф (1089) 34. Удлер (266) 35. Утцерат (176) 36. Валленборн (429) 37. Вайденбах (253) 38. Вінкель (Айфель) (132) | - 2. Герольштайн 1. Берлінген (222) 2. Бірресборн (1087) 3. Денсборн (515) 4. Дуппах (281) 5. Герольштайн (місто) * (7721) 6. Гоенфельс-Ессінген (307) 7. Каленборн-Шоєрн (386) 8. Копп (169) 9. Мюрленбах (531) 10. Нерот (851) 11. Пельм (916) 12. Роккескиль (234) 13. Зальм (320) - 3. Гіллесгайм 1. Басберг (88) 2. Берндорф (496) 3. Дом-Ламмерсдорф (190) 4. Гіллесгайм (місто) * (3210) 5. Керпен (Айфель) (461) 6. Нон (462) 7. Обербеттінген (709) 8. Оберее-Штрогайх (313) 9. Юксгайм (1314) 10. Вальсдорф (891) 11. Вісбаум (637) | - 4. Кельберг 1. Арбах (136) 2. Байнгаузен (88) 3. Береборн (119) 4. Беренбах (166) 5. Боденбах (207) 6. Бонгард (256) 7. Борлер (74) 8. Боксберг (228) 9. Брюкталь (65) 10. Дрес (162) 11. Геленберг (80) 12. Гундерат (112) 13. Гекстберг (332) 14. Горперат (122) 15. Гершгаузен (120) 16. Каперіх (173) 17. Кацвінкель (131) 18. Кельберг * (2021) 19. Кірсбах (73) 20. Кольферат (106) 21. Кеттеріхен (127) 22. Лірсталь (211) 23. Маннебах (250) 24. Мосбрух (154) 25. Найхен (139) 26. Ніц (29) 27. Оберельц (132) 28. Раймерат (60) 29. Реттерат (294) 30. Зассен (92) 31. Юрсфельд (666) 32. Юс (46) 33. Вельхерат (112) - 5. Обере-Киль 1. Біргель (454) 2. Еш (430) 3. Фойсдорф (499) 4. Геннерсдорф (484) 5. Гальшлаг (448) 6. Юнкерат * (1770) 7. Кершенбах (199) 8. Ліссендорф (1126) 9. Ормонт (347) 10. Ройт (164) 11. Шайд (117) 12. Шюллер (285) 13. Штадткиль (1511) 14. Штеффельн (617) |